# Gurkowo (obwód sofijski)
Gurkowo (bułg. Гурково) – wieś w Bułgarii, w obwodzie sofijskim, w gminie Botewgrad. Według danych szacunkowych Ujednoliconego Systemu Ewidencji Ludności oraz Usług Administracyjnych dla Ludności, 15 września 2022 roku miejscowość liczyła 266 mieszkańców.

## Historia
Za czasów Drugiego Królestwa Bułgarii, między obecnymi osadami Gurkowo i Nowaczene, istniała osada Rudar. W XV wieku Rudar był hasem liczącym 54 gospodarstwa domowe. Według niektórych badaczy Rudar zniknął po tym, jak Jurucy osiedlili się w okolicy, na terenie dzisiejszego Gurkowa, i zaczęli zajmować majątki bułgarskich mieszkańców okolicznych wsi. Uważa się, że pochodzą od Oguzów. Są muzułmanami i mówią po turecku, a ich główną różnicą w stosunku do populacji tureckiej jest koczowniczy tryb życia. W 1876 roku we wsi pochowano odcięte głowy botewskich czetników, którzy zginęli w bitwie pod Raszowskim dołem. od koniec 1900 roku rozpoczęto budowę cerkwi „Św. Iwana Rilskiego”. W 1918 roku grupa młodych ludzi założyła Towarzystwo Kulturalno-Oświatowe „Rozwój”. Pod koniec lat 80. liczba ludności wsi zmniejszyła się o połowę.